# Louis Chouard
Pour les articles homonymes, voir Chouard.
Louis Claude Chouard , né le 15 août 1771 à Strasbourg, mort le 15 mai 1843 à Nancy (Meurthe-et-Moselle), est un général français du Premier Empire. 
Il est fils de Bernard Chouard (1734-1786), régisseur des droits réunis pour la généralité d'Alsace, et d'Hélène Lohmeyer (1745-1781).

## Activités militaires

### Guerres révolutionnaires
Admis le 28 septembre 1789, en qualité d'aspirant à l'École d'artillerie de Metz, il renonce à cette arme, et entre comme lieutenant de grenadiers le 7 septembre 1791, dans le 1er bataillon de volontaires du Bas-Rhin. Sous-lieutenant au 9e régiment de cavalerie le 25 janvier 1792, et lieutenant le 1er avril 1793, il fait les campagnes de ces deux années à l'armée du Rhin.
À l'affaire d'Alzey le 30 mars 1793, il reçoit un coup de sabre au bras gauche en chargeant un parti de hussards prussiens, et au combat du 22 juillet suivant, devant Landau, il est atteint de plusieurs coups de sabre. Capitaine le 29 brumaire an II, il se distingue de l'an II à l'an VI aux armées du Rhin, de Rhin-et-Moselle, de la Vendée et d'Allemagne, et passe le 15 brumaire an VI, aide de camp auprès du général Delmas.
Sa conduite à l'affaire de Magnano le 5 avril 1799, lui vaut le grade de chef d'escadron sur le champ de bataille. Le général Moreau l'attache à sa personne en qualité d'aide-de-camp le 22 floréal suivant. Un mois plus lard, devant Alexandrie, il a un cheval tué sous lui.
Lors de la prise de Landshut, le 17 juillet 1800, accompagné de 2 officiers d'état-major, il prend 2 pièces de canon dont le feu incommodait la colonne d'attaque, et a un cheval tué sous lui. Placé à la suite du 1er régiment de carabiniers le 2 mars 1801, il sert comme adjoint à l'état-major général de l'armée du Rhin, et est admis dans ce corps comme titulaire le 19 août de la même année.

### Guerres napoléoniennes
Membre de la Légion d'honneur le 14 juin 1804, il combat à Austerlitz, et y est atteint de quatre coups de sabre et d'un coup de biscaïen ; il a encore un cheval tué sous lui. Colonel du 2e régiment de cuirassiers le 26 décembre 1805, il se couvre de gloire à la tête de ce corps en Prusse (1806) et en Pologne (1807).
Officier de la Légion d'honneur le 14 mai 1807, il fait la guerre en Autriche en 1809, perd 2 chevaux à Ratisbonne, et 3 sur le champ de bataille de Wagram.
Promu général de brigade le 6 août 1811, il part pour la Russie (1812), et se fait remarquer à la bataille de la Moskowa, où il commande la brigade de carabiniers.
Rentré en France le 24 février 1813, il est attaché le 13 avril à la 2e division de dragons, mais le délabrement de sa santé l'oblige de demander un congé afin d'aller prendre les eaux. Major des dragons de la Garde impériale le 6 octobre suivant, il est investi le 4 janvier 1814, du commandement de la levée en masse du département du Bas-Rhin, et de celui de l'arrondissement de Huningue le 5 septembre.

### RestaurationetCent-Jours
Commandeur de la Légion d'honneur le 23 août 1814, et chevalier de Saint-Louis le 17 décembre, il est en congé lors du retour de Napoléon de l'île d'Elbe. Le 20 avril 1815, il reçoit l'ordre de se rendre à Paris, d'où il repart le 23 pour commander une brigade de cavalerie de l'armée de la Moselle. Le 11 mai, l'Empereur lui confie le commandement des 2 régiments de lanciers de gardes nationales actives formés dans le département du Haut-Rhin. Admis à la retraite le 6 octobre 1815, il reste dans ses foyers pendant tout le temps de la Restauration.
Appelé le 14 janvier 1831 au commandement du département de la Marne, et placé le 12 septembre à la tête de 3 régiments de cavalerie à Lunéville, il reçoit en même temps le commandement intérimaire du département de la Meurthe, qu'il n'abandonne que le 27 janvier 1833, pour prendre celui d'une brigade de cavalerie.
Il est réadmis a la retraite le 1er octobre suivant, et est mort à Nancy le 15 mai 1843. Napoléon lui a conféré le titre de baron de l'Empire.
Contrairement à ce que dit Révérend, N (Louis-Henri) Caillau-Chouard que le général Chouard a adopté et fait son héritier, n'était pas son neveu, mais le petit-fils de sa femme née Éléonore Lacombe.
Il existe une « rue du baron Chouard » à Monswiller (67) dans le quartier du Zornhoff où le général avait créé une manufacture après l'Empire, et une figurine de soldat de plomb à son effigie.

## Activités civiles
Les activités de Louis Chouard dans l'industrie sont beaucoup moins connues mais pas sans importance. Il s'est d'abord agi pour lui de placer les fonds reçus de l'héritage de son père. En 1800, il figure parmi les nouveaux actionnaires des Forges du Bas-Rhin, appartenant à la famille de Dietrich. En 1818, il se lance dans l'industrie minière et ouvre une mine de plomb à Niedersteinbach, à la frontière avec la Bavière. Il y installe des ateliers de traitement de minerai et une fonderie qu'il maintiendra en activité jusqu'en 1829. En 1822, il achète la propriété du Zornhoff à Monswiller près de Saverne, provenant du domaine du cardinal de Rohan. Sur cette propriété où passe un canal de dérivation de la Zorn, sont établies plusieurs petites usines : scierie, moulin, foulon à chanvre et foulon à drap. Sur l'exemple de l'usine de Molsheim des Coulaux, le baron Chouard décide de lancer une usine d'outillage et de quincaillerie qui comprendra un martinet de forge à deux batteries et deux chaufferies, une forge de maréchal et deux fours de cémentation.
Il s'appuie sur une société du Zornhoff établie en 1824 dans laquelle entre son beau-frère Pierre Leclerc, non pas tant parce qu'il est conservateur des hypothèques de la ville voisine de Saverne mais parce qu'il a une expérience des affaires industrielles à travers ses participations dans les mines de Sainte-Marie, Saint-Hippolyte et Rodern, dans le Haut-Rhin. Avec Pierre Leclerc arrivent ses associés, le comte de Montmarie et Jacques Vallet, plus un marchand de fer de Strasbourg, Jean-Pierre Hasenclever, et Guillaume Goldenberg, un spécialiste venu avec toute une équipe du grand-duché de Berg, où les villes de Solingen et Remscheid ont une solide réputation en la matière. Malheureusement, Guillaume Goldenberg, qui travaille pour les Coulaux, n'aide pas comme il s'y était engagé le général Chouard. Autre contretemps, ses autorisations tardent beaucoup à arriver. Il ne les obtient qu'en 1826, mais ne semble plus avoir alors les moyens de continuer.
C'est un nouvel acteur qui reprend l'affaire à la même époque : Antoine de Guaita, associé dans les Manufactures de glaces et verres de Saint-Quirin, Cirey et Monthermé, et proche de la famille Chouard. Il forme une société Antoine de Guaita et Cie au capital de 500.000 frs, dont il aura 60%, le reste allant à Louis Chouard et Pierre Leclerc. Il poursuit les investissements (laminoir, martinet, aiguiserie). On note la présence comme directeur de Louis Gabriel Lacombe, neveu du général. Et deux autres de ses neveux vont apparaître au capital après le rachat des parts de Pierre Leclerc : Charles Nicolas Guérin et François Sébastien Keller. Quelques récompenses sont accordées à la société à l'occasion des expositions des produits de l'industrie en 1827 (médaille de bronze pour les scies) et en 1834 (médaille d'argent dans la catégorie métaux).
Le décès d'Antoine de Guaita en 1834 rebat les cartes : sa veuve avec des enfants mineurs cherche à vendre et des négociations sont entamées avec Gustave Goldenberg, fils de Guillaume, qui se montre intéressé. On finit par se mettre d'accord sur un prix de 700.000 frs. Tous les anciens associés, dont le général Chouard, se retirent. L'ironie de l'histoire est que l'intuition du général était bonne : Gustave Goldenberg en fera une entreprise florissante qui, avec mille ouvriers, rivalisera avec les usines les plus performantes d'Allemagne.
Au cours de sa retraite, le général Chouard participe à un débat qui divise les élites presque autant que plus tard l'affaire Dreyfus : pour ou contre la construction des fortifications de Paris. Il publie en janvier 1841 à Nancy une brochure dans laquelle il prend position contre ce projet qu'il juge inutile et dispendieux. Il soupçonne Thiers d'arrière-pensées de politique intérieure et ne croit pas à la protection qu'offrirait cette enceinte : On cherche à nous persuader que ces ridicules fortifications n'ont d'autre but que de garantir Paris d'une nouvelle occupation par l'étranger... Comme si une ville qui compte près d'un million d'habitants, en grande partie égoïstes, efféminés, sans moralité, énervés les uns par le luxe et toutes ses jouissances, les autres par la misère et tous les vices, toujours disposés à la sédition et à la révolte, pouvait soutenir un siège ou seulement un blocus de quelque durée, même sous la protection des forteresses plus ou moins nombreuses construites autour d'elle !... On conçoit aisément l'intérêt que peut avoir un gouvernement à la construction de deux ou trois citadelles qui domineraient et commanderaient une telle ville, puisqu'elles lui offriraient des moyens sûrs d'en contenir la population dans la soumission et l'obéissance, d'y maintenir la tranquillité et l'ordre, de prévenir les troubles... Mais alors, à quoi bon l'enceinte continue et bastionnée ?... De quelque manière qu'on veuille considérer ce système de défense, aussi faux que ridicule et ruineux, il est trop évident qu'il ne peut conduire à aucun des buts si pompeusement et si légèrement annoncés. Et ce funeste système trouve en France des militaires, des officiers du génie qui, éblouis par de grandes phrases et des sophismes d'avocat, le soutiennent et osent le défendre ! Un débat qui est à relier à bien d'autres, à commencer par celui sur la ligne Maginot...

## Distinctions
- baron de l'Empire le 27 novembre 1808 ;
- commandeur de la Légion d’honneur le 23 août 1814 ;
- chevalier de Saint-Louis le 17 décembre 1814 ;
- Il fait partie des 660 personnalités à avoir leur nom gravé sous l'arc de triomphe de l'Étoile. Le nom du général Chouard est inscrit au côté Est de l’arc de triomphe de l’Étoile.

## Armoiries
| Figure | Blasonnement |
|        | Armes du baron Chouard et de l'Empire (décret du 19 mars 1808, lettres patentes du 27 novembre 1808 (Aranda de Duero)) Parti de sinople et de gueules, coupé d'azur ; le sinople au cheval gai galoppant d'or, surmonté de trois étoiles à cinq pointes d'argent ; le gueules au signe des barons militaires ; l'azur à la cuirasse d'argent frangée de gueules surmontée d'un casque aussi d'argent et traversée en barre et en bande de deux bannières d'or. Livrées : les couleurs de l'écu. |